# Lotto Ladies
Lotto Ladies is een Belgische wielerploeg voor vrouwen, die is opgericht in 2006. De eerste jaren heette de ploeg Lotto-Belisol Ladies en van 2015 tot 2022 Lotto Soudal Ladies. Het team is onafhankelijk, maar verwant aan de mannenploeg Lotto-Dstny. De ploeg heeft ook een jeugdteam.
Bij de ploeg zaten veel jonge talentvolle Belgische rensters en ervaren buitenlandse rensters. Ook reed een aantal Nederlandse rensters in de ploeg. Zo reden de latere wereldkampioenen Lotte Kopecky en Jolien D'Hoore respectievelijk vijf en twee jaar voor de ploeg. Enkele bekende buitenlandse rensters in de ploeg waren Elizabeth Armitstead, Ashleigh Moolman, Claudia Lichtenberg, Emma Pooley en Elena Cecchini. De Olympisch kampioene van Tokio 2021, Anna Kiesenhofer, reed in 2017 bij de ploeg. Ook de latere koersdirecteur van de Tour de France Femmes, Marion Rousse, kwam drie jaar uit voor de ploeg.

## Teamleden

### Transfers

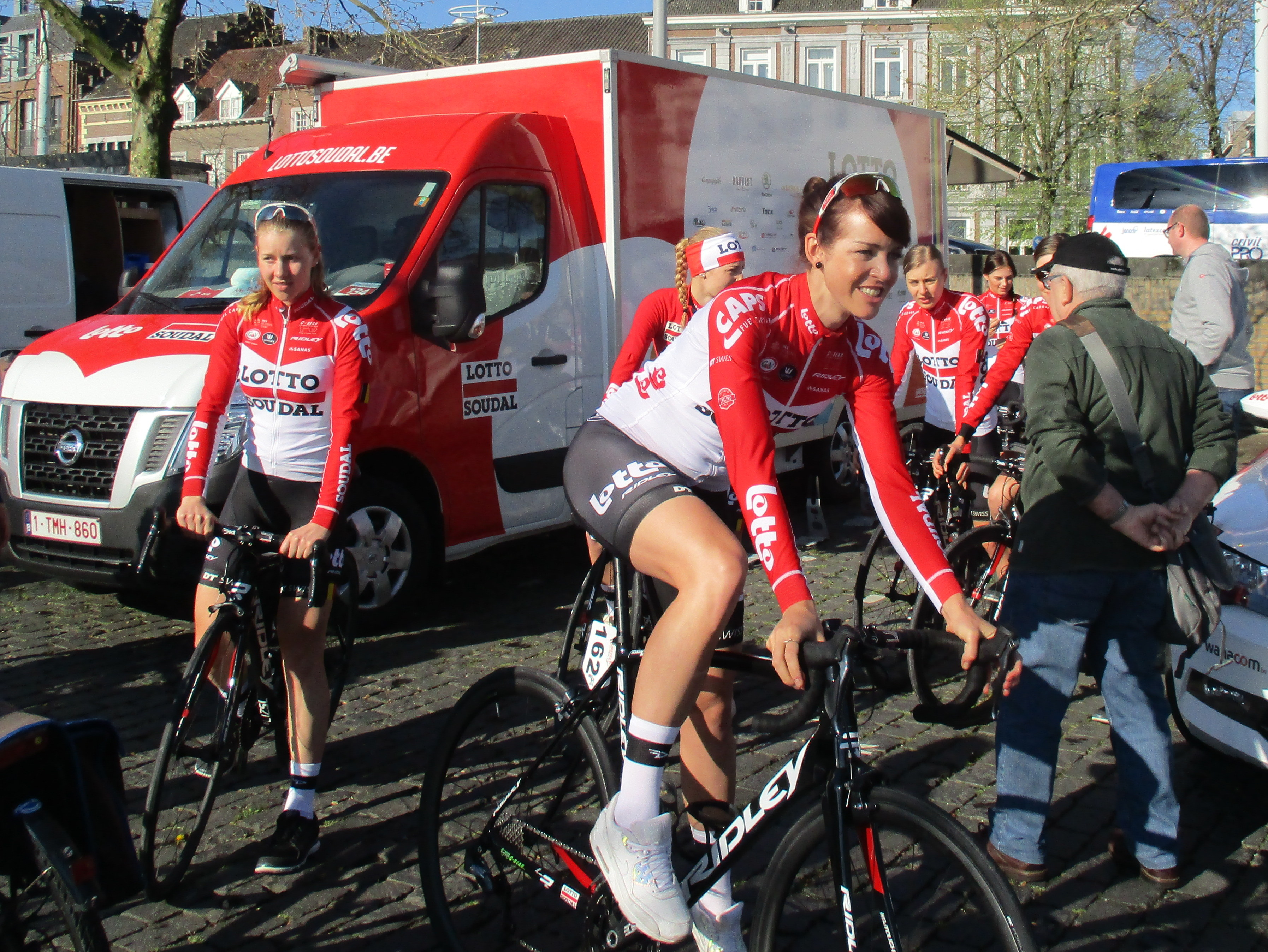
In de Amstel Gold Race 2018.

| Inkomend           | Team 2019                   | Uitgaand            | Team 2020      |
| ------------------ | --------------------------- | ------------------- | -------------- |
| Teuntje Beekhuis   | Biehler Pro Cycling         | Demi de Jong        | Chevalmeire    |
| Arianna Fidanza    | Eurotarget-Bianchi-Vittoria | Puck Moonen         | Chevalmeire    |
| Lone Meertens      | Neoprof                     | Kelly Van den Steen | Chevalmeire    |
| Abby-Mae Parkinson | Drops Cycling Team          | Fenna Vanhoutte     | ?              |
| Christina Siggaard | Team Virtu                  | Marie Dessart       | einde carrière |
| Jesse Vandenbulcke | Doltcini-Van Eyck Sport     | Chantal Hoffmann    | einde carrière |
|                    |                             | Dannielle Kahn      | ?              |

### 2020

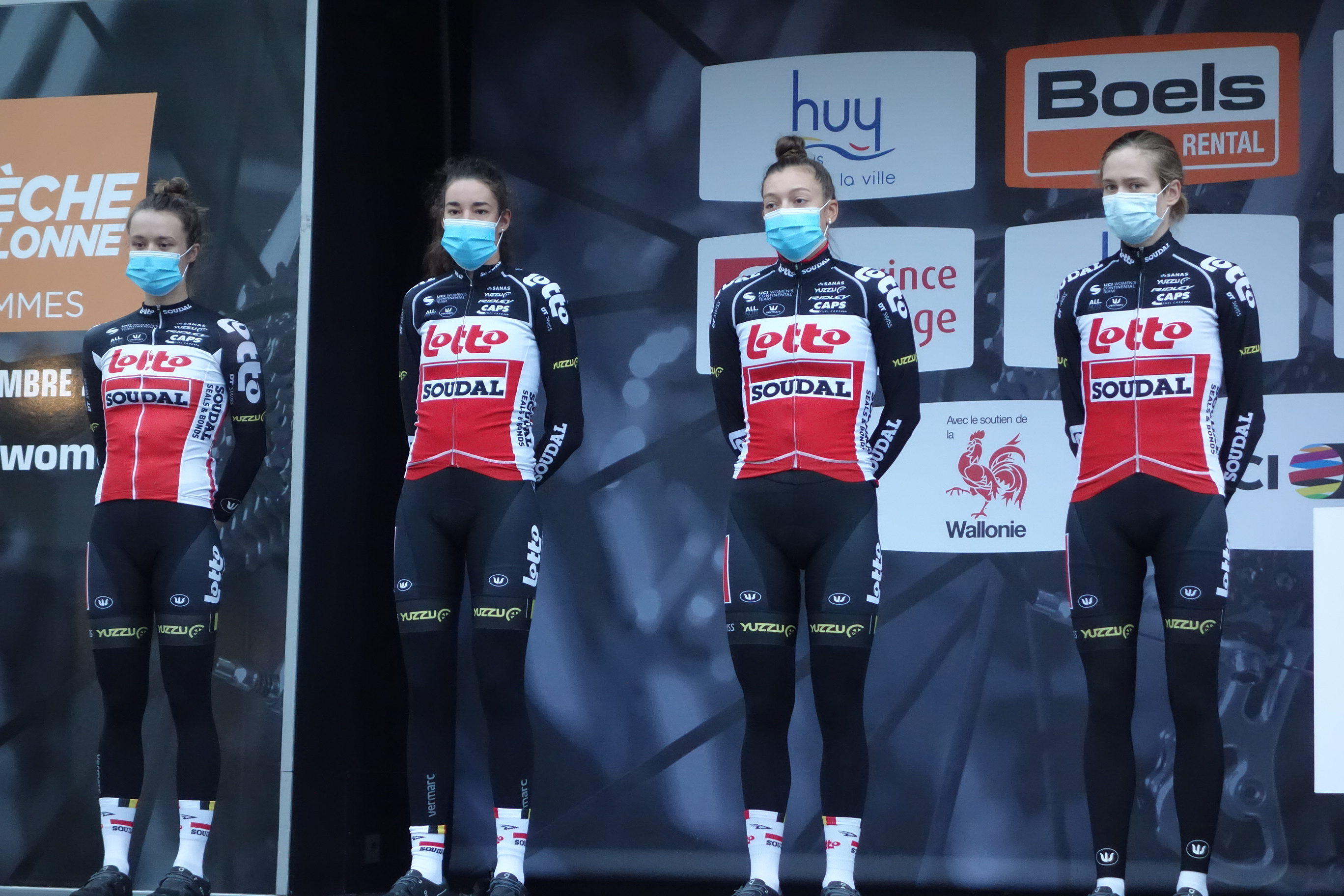
De ploeg in de Waalse Pijl 2020.

| Naam                  | Geboortedatum | Nationaliteit       | Vorige ploeg                |
| --------------------- | ------------- | ------------------- | --------------------------- |
| Teuntje Beekhuis      | 18-08-1995    | Nederland           | Biehler Pro Cycling         |
| Arianna Fidanza       | 06-01-1995    | Italië              | Eurotarget-Bianchi-Vittoria |
| Lone Meertens         | 16-04-1998    | België              | Neoprof                     |
| Abby-Mae Parkinson    | 30-07-1997    | Verenigd Koninkrijk | Drops Cycling Team          |
| Christina Siggaard    | 24-03-1994    | Denemarken          | Team Virtu                  |
| Jesse Vandenbulcke    | 17-01-1996    | België              | Doltcini-Van Eyck Sport     |
| Alana Castrique       | 08-05-1999    | België              | Neoprof                     |
| Dani Christmas        | 21-12-1987    | Verenigd Koninkrijk | Bizkaia-Durango             |
| Annelies Dom          | 08-04-1986    | België              | Lensworld-Zannata           |
| Lotte Kopecky         | 10-11-1995    | België              | Topsport Vlaanderen-Pro-Duo |
| Thi That Nguyen       | 06-03-1993    | Vietnam             | WCC Team                    |
| Cameron Vandenbroucke | 10-02-1999    | België              |                             |
| Julie Van de Velde    | 02-06-1993    | België              |                             |

## Jaarpagina's
- 2006
- 2007
- 2008
- 2009
- 2010

- 2011
- 2012
- 2013
- 2014
- 2015

- 2016
- 2017
- 2018
- 2019
- 2020

- 2021
- 2022
- 2023
- 2024

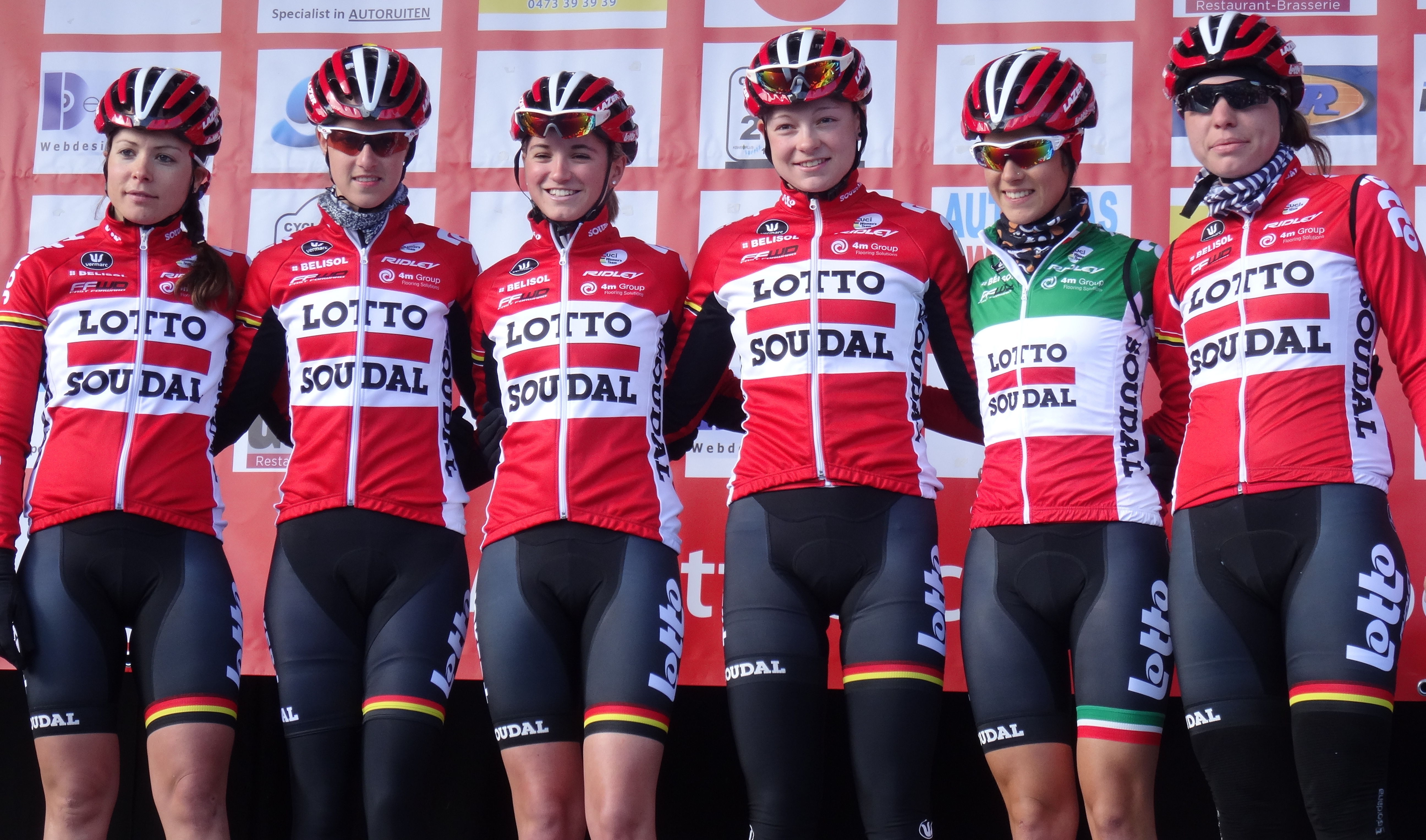
Le Samyn 2015
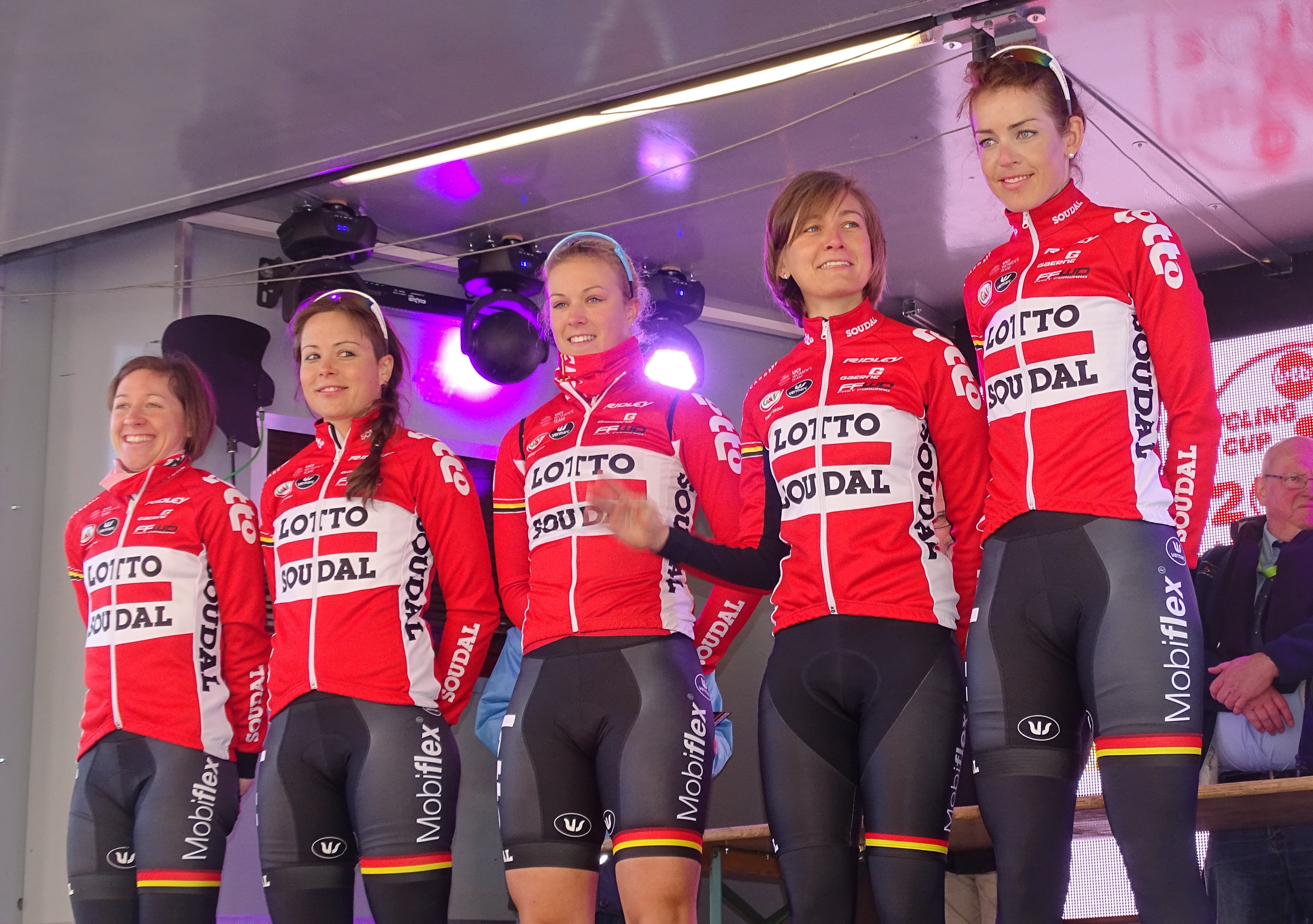
Le Samyn 2016
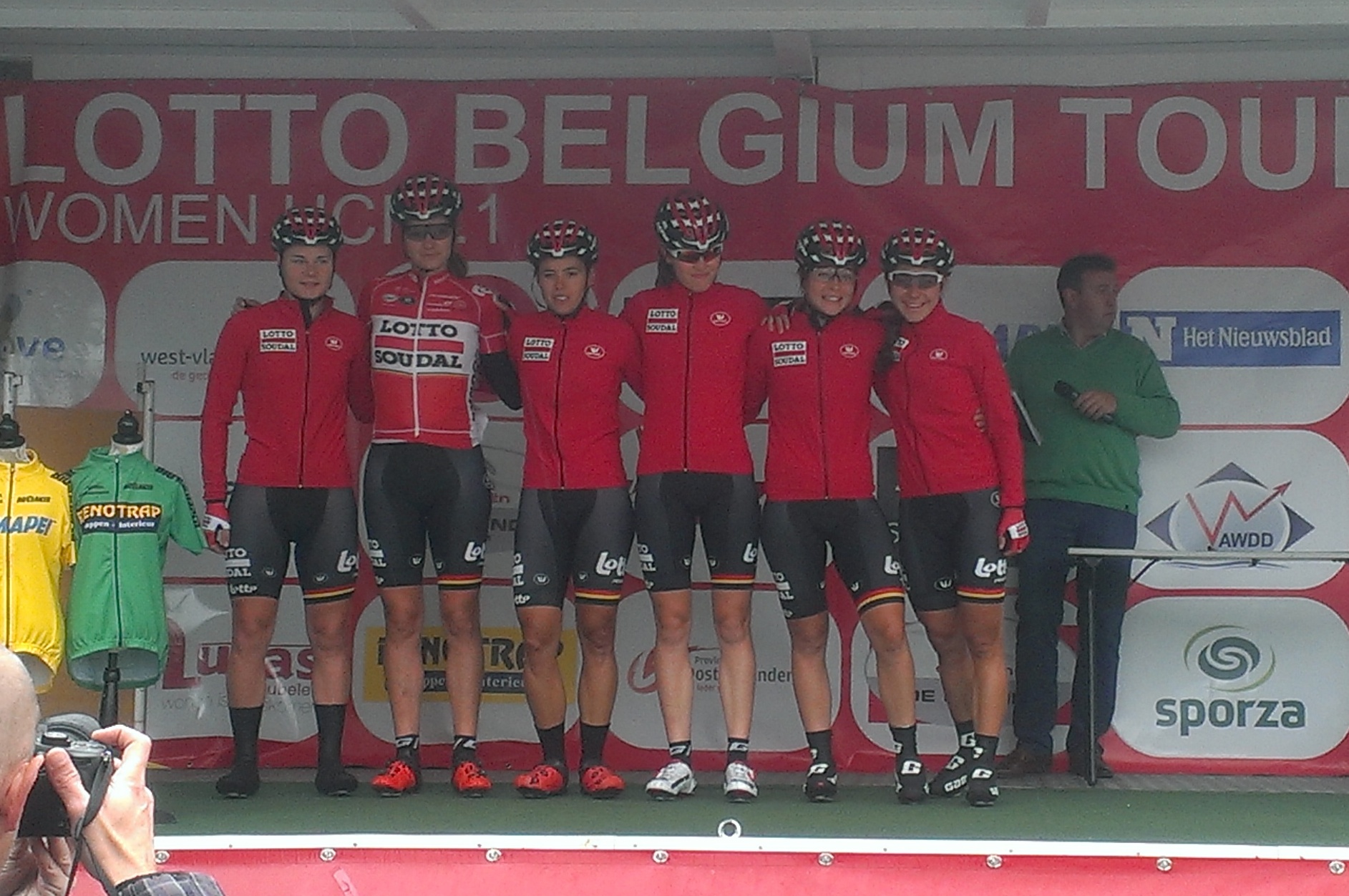
Lotto Belgium Tour 2017
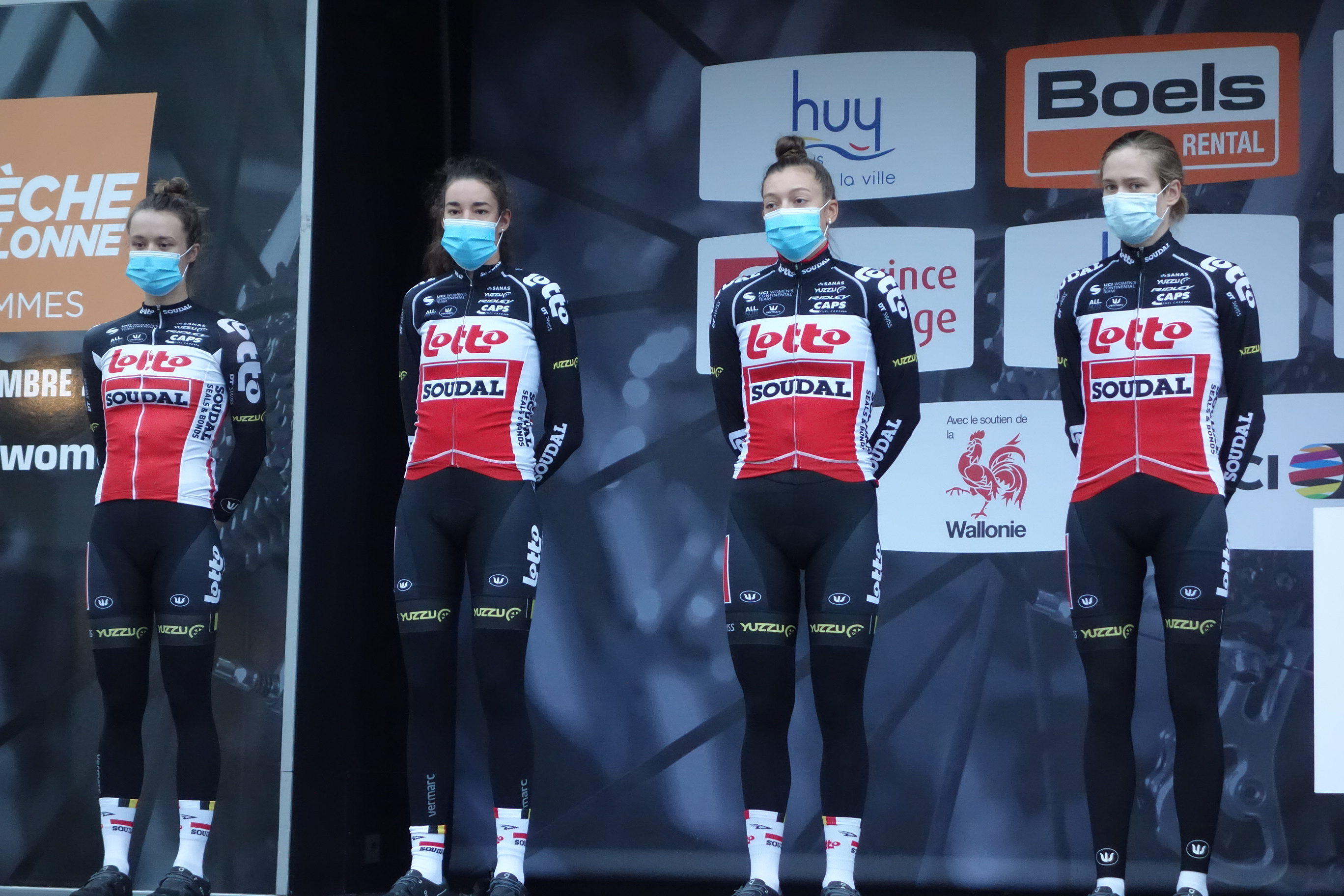
Waalse Pijl 2020
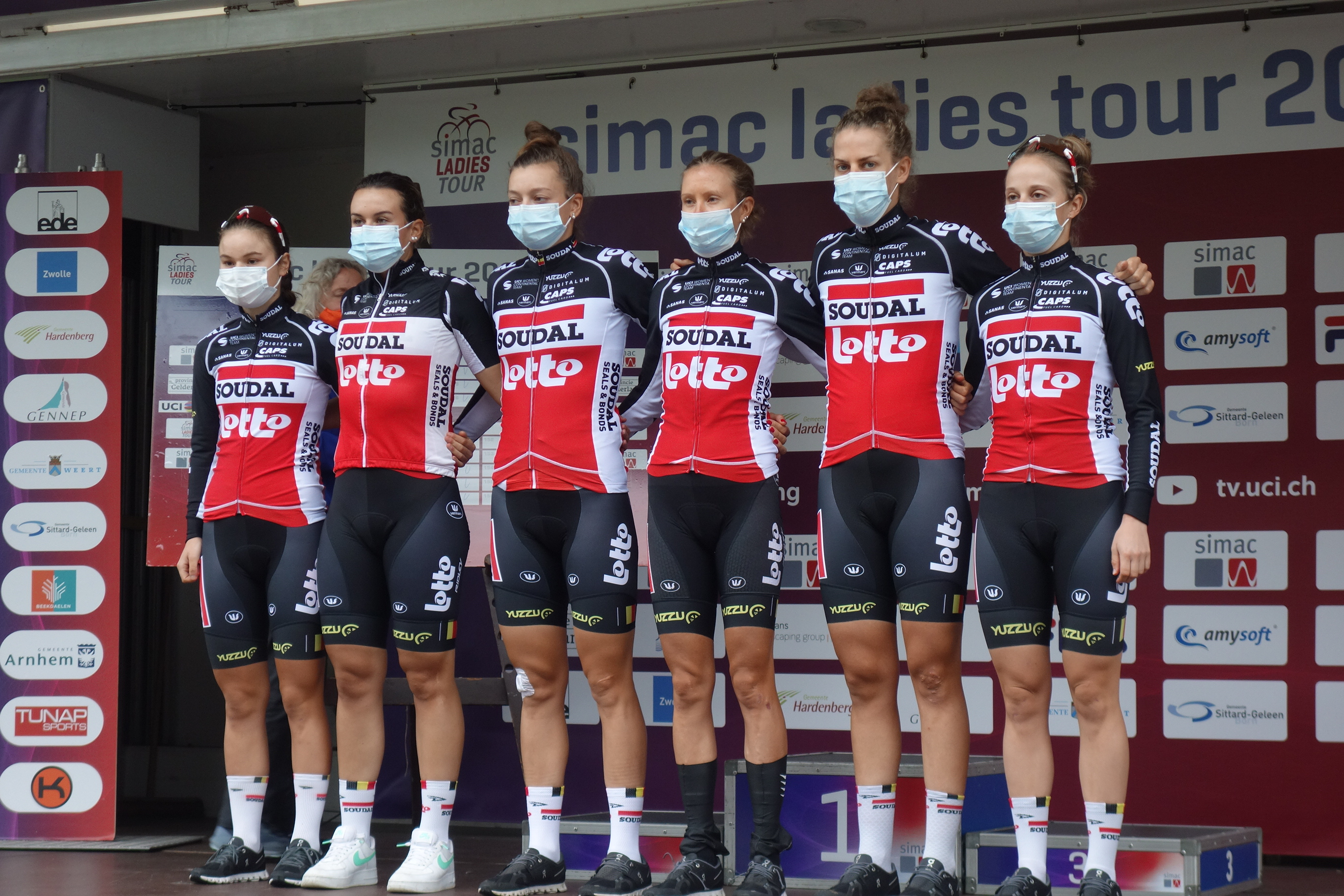
Simac Ladies Tour 2021
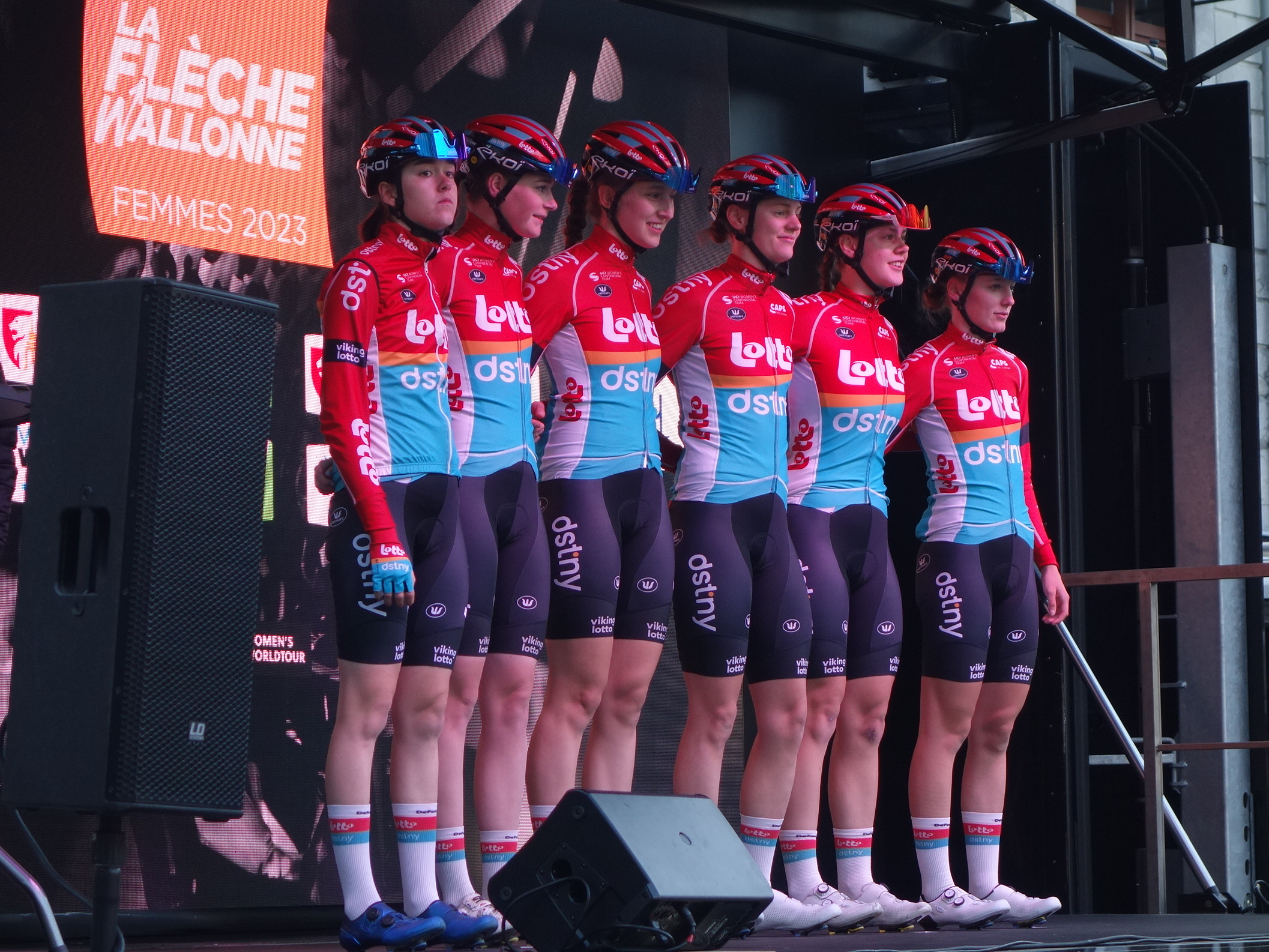
Waalse Pijl 2023
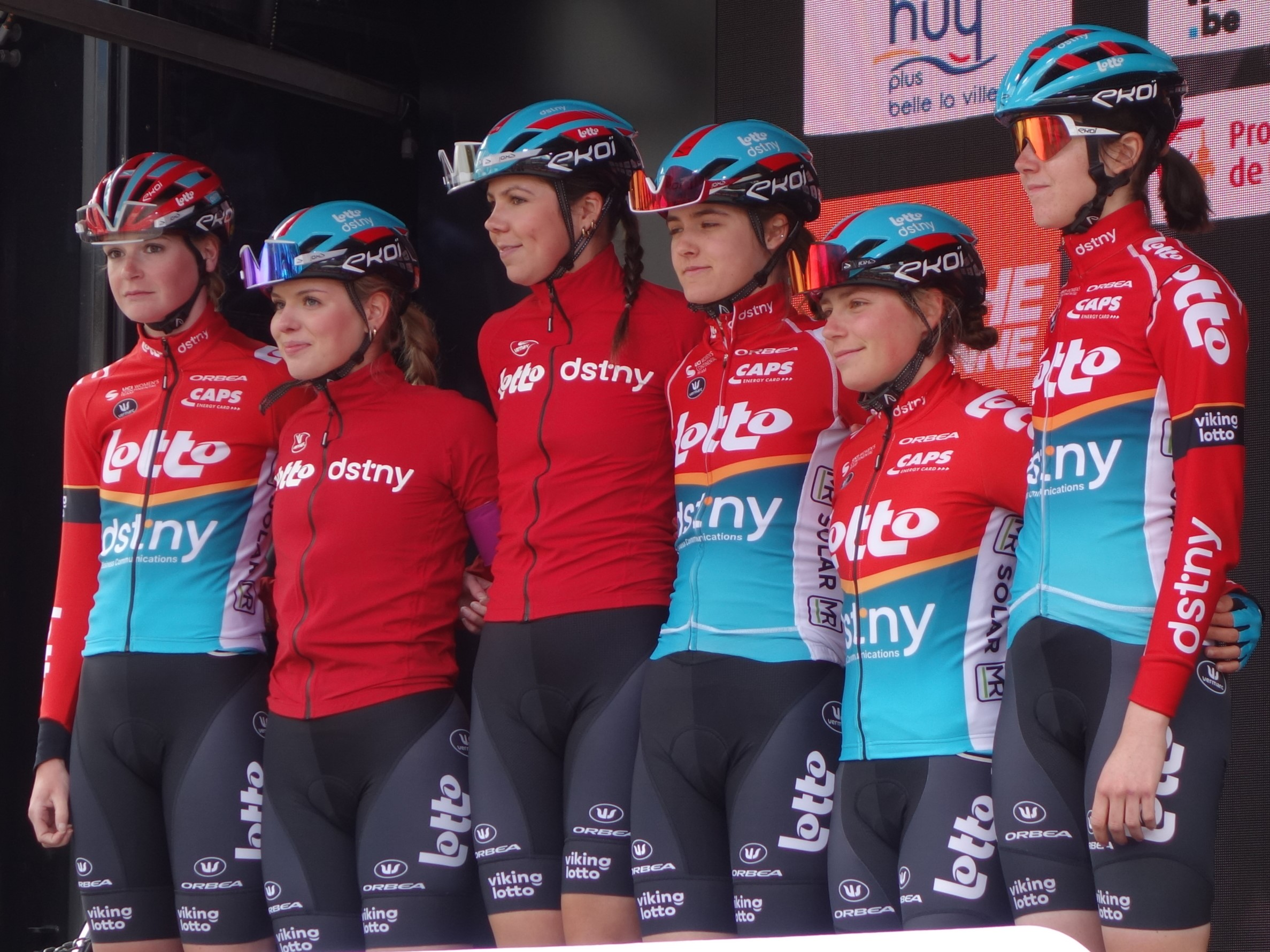
Waalse Pijl 2024